# Strada statale 38 (Polonia)
La strada statale 38 (sigla DK 38, in polacco droga krajowa 38) è una strada statale polacca che attraversa il Paese da Głubczyce a Reńska Wieś.